# 沖縄県道253号浦西停車場線
沖縄県道253号浦西停車場線（おきなわけんどう253ごう うらにしていしゃじょうせん）は、沖縄県浦添市のてだこ浦西駅から同県中頭郡西原町に至る一般県道である。

## 概要
沖縄県では、太平洋戦争以前に建設され、運行されていた沖縄県営鉄道が1945年（昭和20年）に廃止されてから、2003年（平成15年）に沖縄都市モノレール線（ゆいレール）が開業するまでの間は鉄道空白地帯であった。
戦前の沖縄県道には停車場線が存在せず、ゆいレールの第1期開業の際には新規に県道を設置することはなかった為、沖縄県道では初の「停車場線」を名乗る路線である。

### 路線データ
- 起点：沖縄県浦添市前田三丁目1671番2[1]（てだこ浦西駅）
- 終点：沖縄県中頭郡西原町字徳佐田2番3[1]（沖縄県道38号浦添西原線交点）
- 延長 : 260 m[2]

## 歴史
- 2014年（平成26年）4月22日 : 路線認定[3]
- 2019年（令和元年）9月30日 : 14時に供用開始[1][2]

## 路線状況
てだこ浦西駅周辺の開発に伴い、終点にあたる沖縄県道38号浦添西原線の旧道との接続点を付け替え、同バイパス接続点の有する西原町方面とが直線的になった。

## 地理

### 通過する自治体
- 沖縄県
  - 浦添市 - 中頭郡西原町

### 交差する道路
- 沖縄県道38号浦添西原線（終点）

### 沿線
- てだこ浦西駅（沖縄県浦添市前田三丁目）